# Livoneca soudanensis
Livoneca soudanensis är en kräftdjursart som beskrevs av Richardson1911. Livoneca soudanensis ingår i släktet Livoneca och familjen Cymothoidae. Inga underarter finns listade i Catalogue of Life.